# Ciruelos (Kasztília-La Mancha)
Ciruelos település Spanyolországban, Toledo tartományban. Ciruelos Ocaña, Yepes és Aranjuez községekkel határos. Lakosainak száma 679 fő (2024).

## Népesség
A település népessége az utóbbi években az alábbiak szerint változott:
| Lakosok száma | 363  | 397  | 577  | 685  | 687  | 611  | 544  | 551  | 630  | 679  |
|               | 2001 | 2004 | 2007 | 2009 | 2012 | 2014 | 2017 | 2019 | 2022 | 2024 |